# السكة الحديدية الشرقية

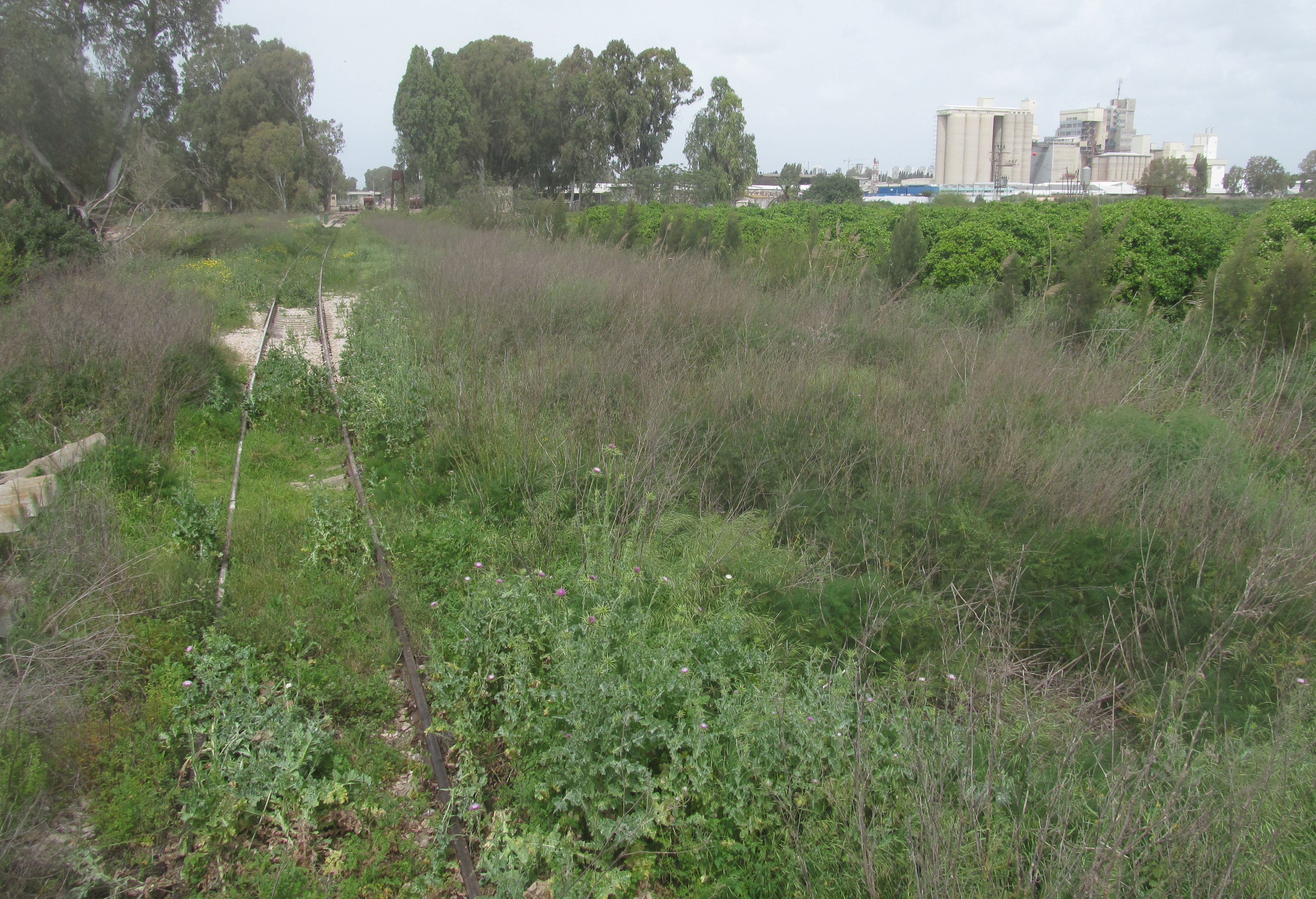
السكة الحديدية الشرقية قرب الخضيرة.

السكة الحديدية الشرقية (بالعبرية: המסילה המזרחית هَامِسِيلَا هَامِزْرَاخِيتْ) هي سكة حديدية تقع في وسط إسرائيل، وتمتد من اللد إلى الخضيرة. يُستخدم منها القسم الواقع بين كفار سابا واللد، فضلًا عن قسم صغير يقع مُباشرةً شمال الخضيرة، ولا يُستخدم باقي السكة الحديدية منذ عام 1969. في عام 2019 بدأ مشروع كبير في إعادة بناء وتحديث السكة الحديدية بأكملها.